# Damora transcaucasica
Damora transcaucasica är en fjärilsart som beskrevs av Moucha 1967. Damora transcaucasica ingår i släktet Damora och familjen praktfjärilar. Inga underarter finns listade i Catalogue of Life.